# Operatør (geotermi)
 Denne artikel omhandler overvejende eller alene danske forhold. Hjælp gerne med at gøre artiklen mere almen.
Operatøren er den virksomhed, der udøver efterforskningen eller indvindingen af geotermi på rettighedshaverens vegne. Typisk vil operatøren være en af de virksomheder, der er rettighedshaver til tilladelsen. I de fleste tilfælde vil der, når det drejer sig om geotermi, være én rettighedshaver, som også vil være operatør. Operatøren vil i et geotermiprojekt typisk være et fjernvarmeværk eller et kommunalt varmeværk, men kan være enhver anden virksomhed, som har ekspertisen, og som kan godkendes af Energistyrelsen.
Operatøren er forpligtet til at have den fornødne sagkundskab og økonomiske baggrund til at opfylde kravene i tilladelsen med tilhørende arbejdsprogram. Tilladelse udstedes af Klima-, Energi- og Bygningsministeren Arkiveret 30. oktober 2014 hos  Wayback Machine.  
Operatøren refererer til styregruppen.
Operatørens ansvar og rettigheder er ikke klart og tydeligt beskrevet i undergrundsloven. Det kan give udfordringer i et geotermiprojekt, hvor det som udgangspunkt vil være første gang operatøren skal lede et boreprojekt. Inden for kulbrinteområdet vil operatøren som regel have sin egen boreafdeling med den nødvendige ekspertise og erfaring. I et geotermiprojekt har operatøren, typisk, ikke egen boreafdeling og vil være nødt til at kontrahere med et boreledelsesfirma. Det er derudover operatørens ansvar at kontrahere og koordinere med de fornødne ressourcer inden for geologi, reservoir og projektledelse.
Operatørens ansvar er beskrevet, i Joint Operating Agreement Draft 2009, art. 3.3 Arkiveret 3. august 2014 hos  Wayback Machine, for efterforskning og indvinding inden for kulbrinteområdet. Den indeholder en ansvarsfraskrivning for operatøren, og operatøren er kun ansvarlig, hvis der er tale om grov uagtsomhed eller manglende forsikringsdækning.